# カユイトコ
カユイトコは、テレビ東京で水曜深夜に放送されていた連続ドラマである。放送期間は2000年4月6日から6月29日で放送時間は25:45-26:15。

## 概要
4人の美容師が美容院を舞台にして繰り広げるシチュエーション・コメディ。

## 出演者
- 代々木麻衣 - YOU
- 渋谷ハチ子 - 松嶋尚美
- 青山南 - 有坂来瞳
- 溜池隼人 - 土田晃之

## 主題歌
｢上を向いて歩こう～ カユイトコ mix～｣ 作曲:依田謙一

## 制作
大映テレビ、テレビ東京